# チャンスは一度
「チャンスは一度」（チャンスはいちど）は、西城秀樹の3枚目のシングル。1972年11月25日にRCAから発売された。

## 解説
- 作詞・作曲は前作「恋の約束」に続き、たかたかしと鈴木邦彦のコンビである。編曲は初めて馬飼野康二が担当した[2]。
- オリコンでは最高位20位（100位内16週）、9.9万枚のセールスだった[1]。
- 本楽曲から一の宮はじめによる振り付けが付き、当時は「アクション」と呼ばれた。

## 収録曲
（全作詞：たかたかし／編曲：馬飼野康二）
1. チャンスは一度
作曲：鈴木邦彦
2. 君を忘れない
作曲：羽根田武邦

## この頃のできごと
- 1972年12月4日 - 『夜のヒットスタジオ』（フジテレビ系）に初出演した[3]。その後も約16年間で、190回もの回数にわたって出演（最後の出演は1988年11月23日放送回、「33才」）、これは郷ひろみの175回、野口五郎の123回を上回って新御三家の中では最多で、五木ひろしの222回、森進一の204回に次ぐ歴代3位の出演回数である。

## 収録アルバム
- 『ワイルドな17才』